# Possehl-Stiftung

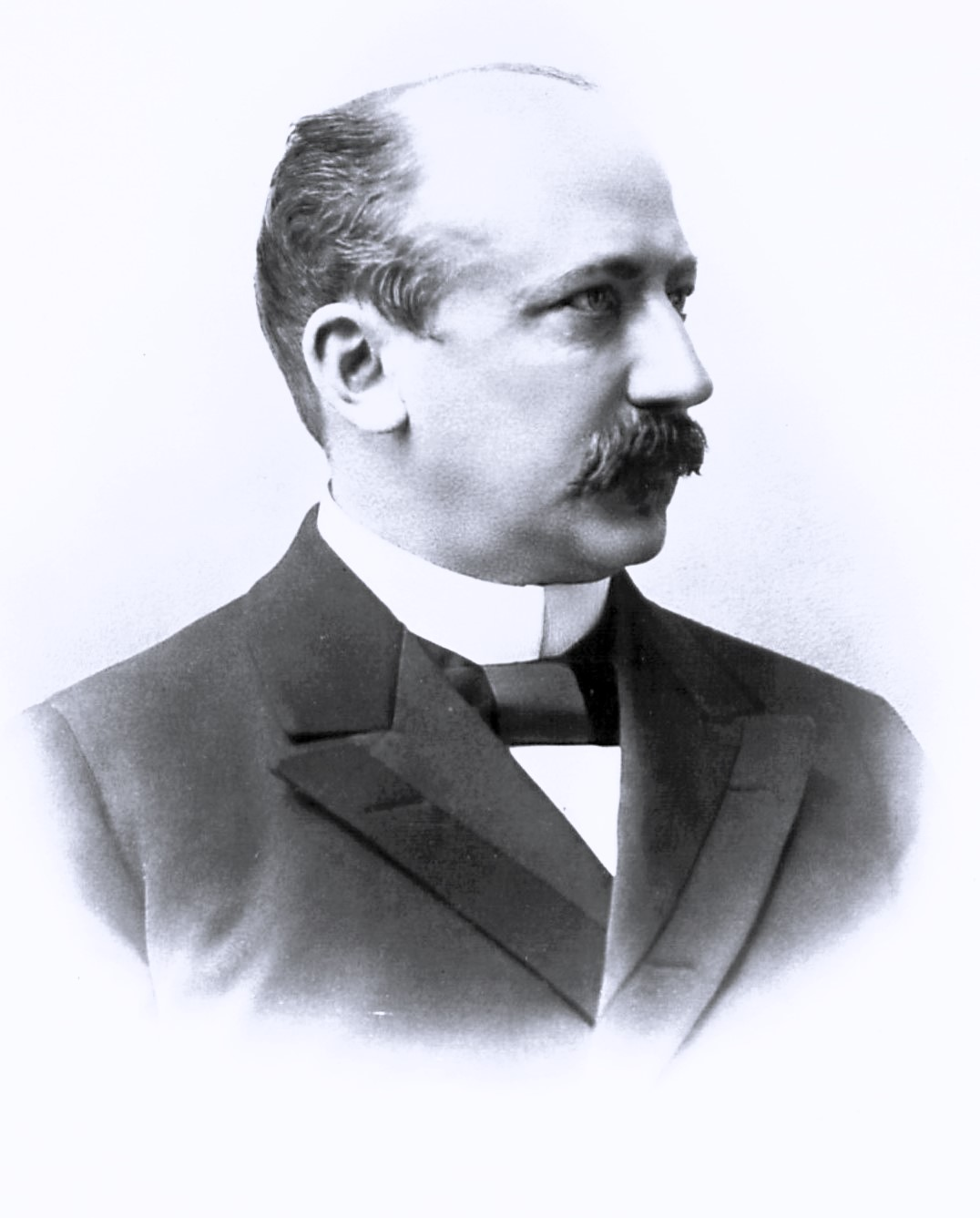
Emil Possehl

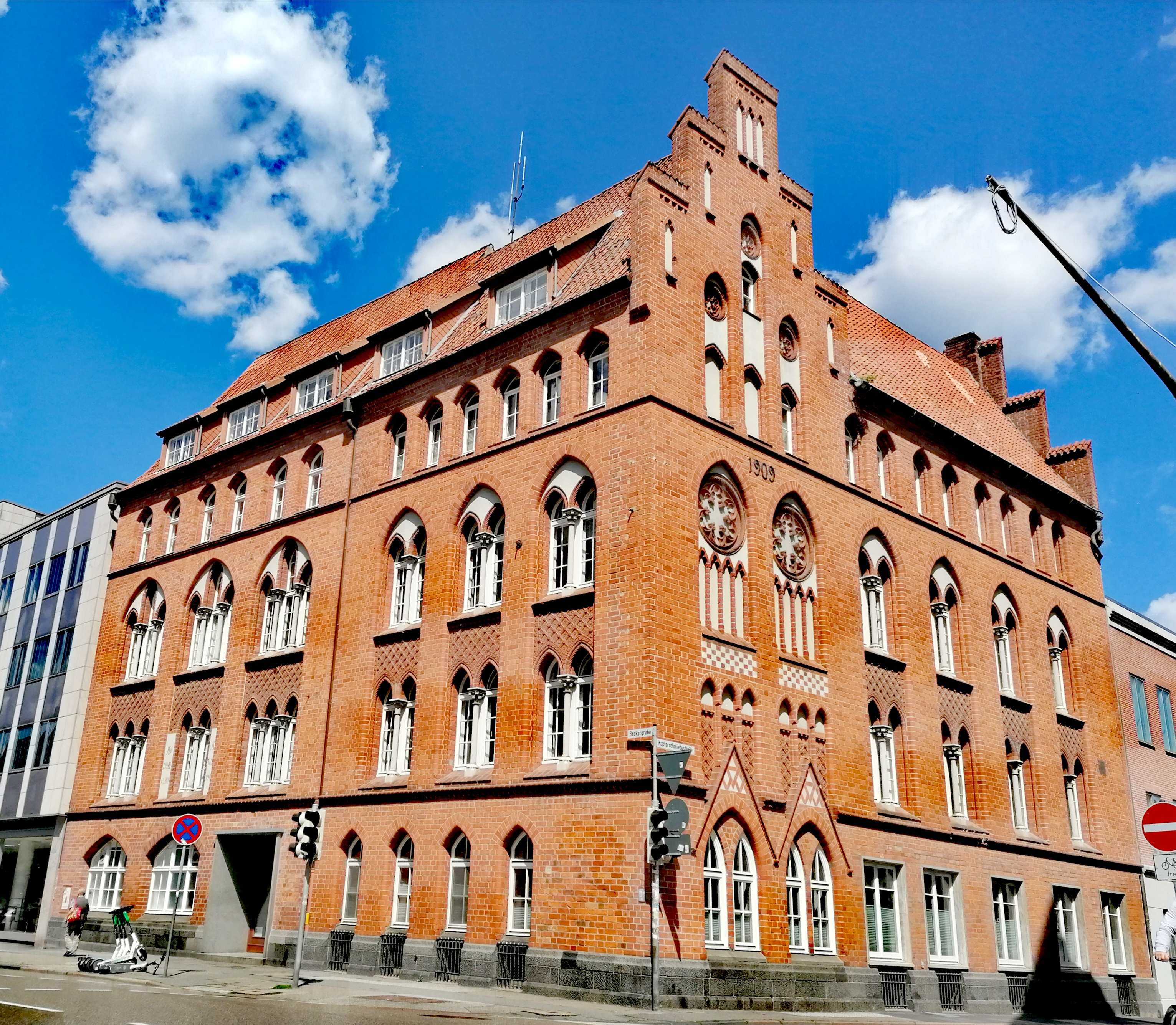
1909 fertiggestelltes Geschäftshaus in der Beckergrube

Der Lübecker Unternehmer, Senator und Stifter Emil Possehl vermachte in seinem Testament sein Unternehmen L. Possehl & Co. mbH der Possehl-Stiftung. Diese wurde 1919 nach seinem Tod zur Förderung „alles Guten und Schönen in Lübeck“ gegründet und verfolgt bis heute die von ihm festgelegten fünf Stiftungszwecke. Ziele der Stiftung sind es in Lübeck das schöne Bild und die öffentlichen Anlagen der Stadt zu erhalten, insbesondere das Erscheinungsbild der Hansestadt Lübeck als Weltkulturerbe, gemeinnützige Einrichtungen in Lübeck zu unterstützen, Kunst und Wissenschaft zu pflegen, die Jugend zu fördern und Not der Bedürftigen zu lindern. Stiftung und Unternehmen haben ihren Sitz in Lübeck.

## Geschichte

### 1919–1933
Nach Emil Possehls Tod am 4. Februar 1919 wird die Possehl-Stiftung am 17. Mai 1919 durch Senatsdekret rechtskräftig und kann ihre Fördertätigkeit aufnehmen. Sie ist von da an bis heute die alleinige Gesellschafterin des Unternehmens L. Possehl & Co. mbH.
Somit ist die Possehl-Stiftung nicht – wie die Mehrzahl der Stiftungen – mit einem Grundkapital ausgestattet, von dessen Zinsen sie ihre Ausgaben bestreiten muss, sondern sie kann – vorausgesetzt das Unternehmen arbeitet erfolgreich – mit den Erträgnissen der Unternehmensgruppe ihre satzungsmäßigen Zwecke erfüllen.
Emil Possehls Testament entsprechend trägt der Stiftungsvorstand Sorge für die Vermögenserhaltung und Vermögensverwaltung des Unternehmens. So hat der Stifter die Voraussetzung dafür geschaffen, dass der Fortbestand seiner Unternehmensgruppe gesichert ist und gleichzeitig die Unternehmenserträge seiner Heimatstadt zugutekommen können.
Die erste Sitzung der Stiftung fand in Emil Possehls Wohnhaus in der Musterbahn am 11. Juni 1919 statt.
Den Vorsitz führte bis 1928 Julius Vermehren. Seine Anwesenheit und die der anderen Mitglieder hatte Possehl testamentarisch festgelegt. Durch die Inflation minderte sich der Wert der zur Verfügung gestellten 1,5 Millionen Mark beträchtlich, und es dauerte drei Jahre, bis die Stiftung ihren Aufgaben nachkommen konnte. Die zweite Ausschüttung erfolgte erst wieder 1927. Wie die bis 1934 aufgebrachten Zuwendungen wurde sie vor allem für soziale Zwecke genutzt. Ab 1929 war die Stiftung als Muttergesellschaft des Konzerns tätig und aus dem einstigen Handelshaus wurde ein Mischkonzern aus Handel und Produktion.

### 1933–1945
Unmittelbar nach der Machtergreifung durch die Nationalsozialisten 1933 begann ein Prozess der schrittweisen Gleichschaltung der Possehl-Stiftung durch die neuen Machthaber. Bereits am 17. August 1933 wurden der Lübecker Bürgermeister Otto-Heinrich Drechsler und Staatskommissar Friedrich Völtzer Mitglied des Stiftungsvorstands. Die bisherige Satzung wurde unter Hans Böhmcker, dem neuen Vorsitzenden der Stiftung, im August 1934 revidiert. Es entfiel die Ergänzung der Ausschüsse und des Vorstandes durch Wahlverfahren. Sämtliche Gremien wurden reduziert und deren Mitglieder fortan „berufen“. Die Stiftung hatte ihre Eigenständigkeit verloren. Seit 1937 berief der Bürgermeister den Vorstand, und nach dem Groß-Hamburg-Gesetz lag die Stiftungsaufsicht beim Regierungspräsidenten in Schleswig. Die Stiftungsgelder flossen seitdem in die Kassen der Nationalsozialistischen Deutschen Arbeiterpartei (NSDAP) oder des Winterhilfswerks (WHW). Mit Mitteln der Stiftung wurde 1937 mit dem Bau der Possehl-Siedlung für „treue Volksgenossen“ begonnen. Die letzte Sitzung des Vorstands vor Kriegsbeginn fand am 23. Mai 1939 statt.
Mit dem Luftangriff auf Lübeck am 28. März 1942 wurden große Teile der Stadt zerstört. Ebenfalls getroffen wurde die Firmenzentrale in der Beckergrube, bei dem ein Großteil der Akten und des Archivs verbrannte. Die Geschäfte mussten bis Ende 1942 ruhen.

### 1945–heute
Nach dem Ende des Zweiten Weltkriegs wurde die Possehl-Stiftung entnazifiziert. Die Stiftungssatzung wurde geändert und die nationalsozialistischen Bestimmungen wurden entfernt. Die Stiftung wurde wieder zu einer gemeinnützigen Stiftung, die sich der Förderung der Bildung, Wissenschaft, Kultur und Wohlfahrt verschrieben hat. In der Nachkriegszeit unterstützte die Stiftung vor allem Wohlfahrtsverbände. Zur Währungsreform 1948 betrug die Schlussbilanz der L. Possehl & Co. 12,1 Mio. RM, der Reingewinn 179.000 RM, 21 Beteiligungen, die zum Konzern gehörten und 8 Beteiligungen von Firmen in der Westzone. Am 24. März 1949 wurde das durch das Gesetz Nr. 52 der Militärregierung blockierte Stiftungsvermögen für Privatstiftungen durch das Rechtsamt Lübeck wieder freigegeben. Mit dem Scheitern der Volksabstimmung zur Frage der Eigenständigkeit Lübecks verlor die Hansestadt ihren Status und wurde als Großstadt dem Bundesland Schleswig-Holstein zugeordnet. Damit erlangte die Possehl-Stiftung die Handlungsfreiheit wieder zurück.
In der ersten Sitzung des Arbeitsausschusses Ende 1950 einigte man sich auf die Verwendung der zur Verfügung stehenden 100.000 DM für 66.000 DM für soziale Zwecke und 34.000 DM für kulturelle Zwecke.

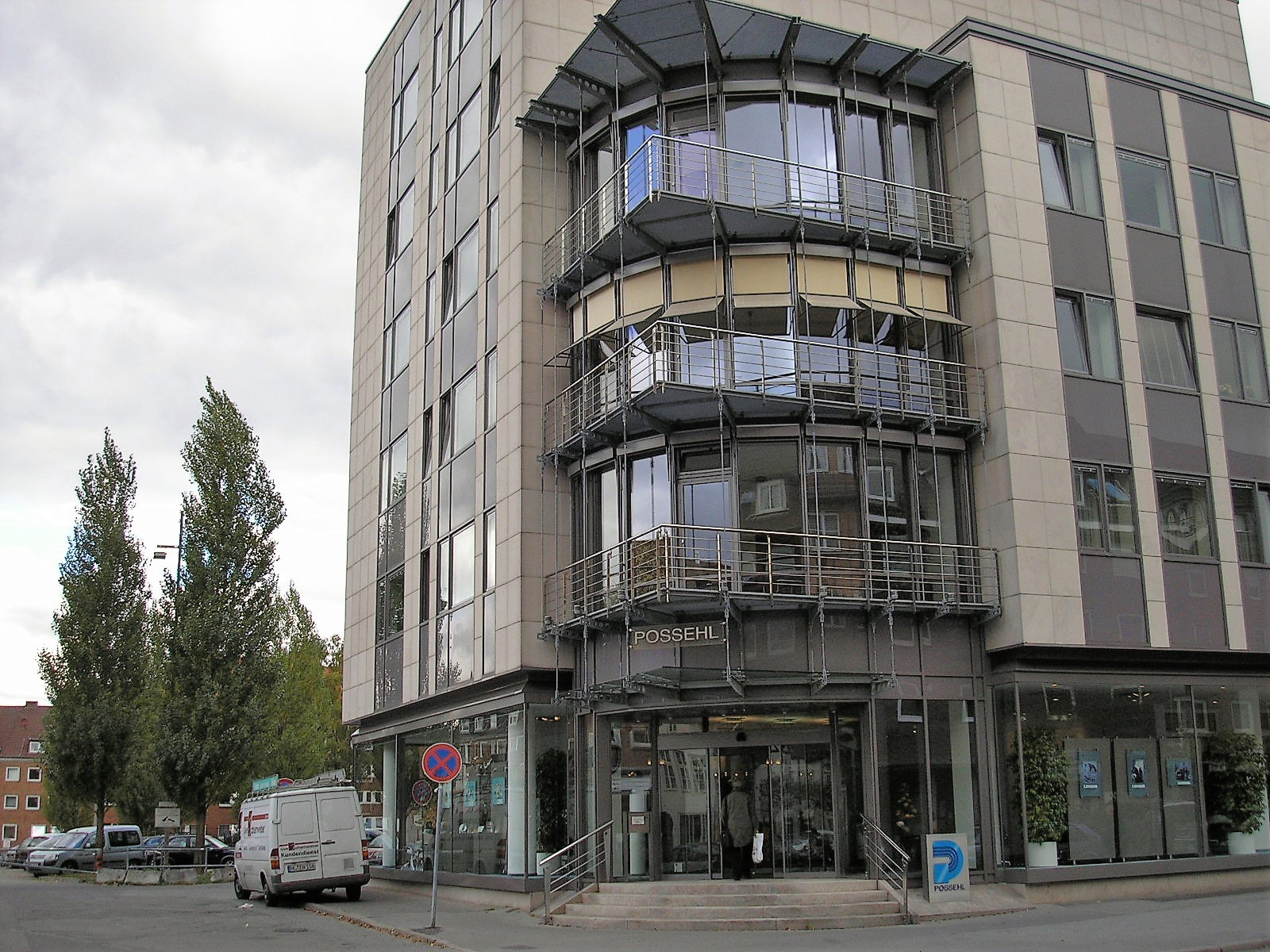
Erweiterungsbau (2005)

Die verzweigte Geschäftstätigkeit der Possehl-Gruppe mindert die Konjunkturabhängigkeit der Possehl-Stiftung. So konnten die Ausschüttungen nach der Wiedervereinigung stetig und verlässlich wachsen. 1991 wurden sieben Millionen DM aus dem Bilanzgewinn des Jahres 1990 an die Possehl-Stiftung ausgeschüttet. In den Jahren 1994 und 1995 waren es bereits 10 Millionen DM. 1996 lagen diese Ausschüttungen bei 18,8 Millionen DM. Im Jahr 2008 konnte die Possehl-Stiftung trotz der Finanzkrise die Förderung ihrer Projekte unvermindert fortsetzen und schüttete mehr als 12 Millionen Euro aus. Im Jahr 2009 waren es mehr als 15 Millionen Euro. Mit dem Bau des Europäischen Hansemuseums, einer Tochtergesellschaft der Stiftung, zu dem die Possehl-Stiftung 41 Millionen Euro aufbrachte, wurde die sie auch außerhalb Lübecks bekannt.
Seit Januar 2025 ist der Musikwissenschaftler Wolfgang Sandberger als Nachfolger des Unternehmers Max Schön Vorsitzender des Vorstands der Stiftung. Anlässlich ihres 100-jährigen Bestehens wurde die Stiftung im Jahr 2019 für ihre „außerordentlichen Verdienste für das Gemeinwesen der Stadt“ mit der höchsten Auszeichnung der Hansestadt Lübeck, der Gedenkmünze Bene Merenti, ausgezeichnet. Das bisher wohl größte Fördergeschenk an die Stadt Lübeck war die Kunsthalle St. Annen als Anbau an das St.-Annen-Kloster unter Einbeziehung der verbliebenen Bausubstanz der ehemaligen St.-Annen-Kirche. Als Gesellschafterin ihrer Tochtergesellschaften betreibt die Stiftung neben dem Europäischen Hansemuseum die gemeinnützige GmbH KOLK 17 Figurentheater & Museum.
Seit 1950 hat die Possehl-Stiftung 536.000.000,00 € für ihre Stiftungszwecke zur Verfügung gestellt. Diese verteilen sich auf die Stiftungsziele:

#### Stadtbild

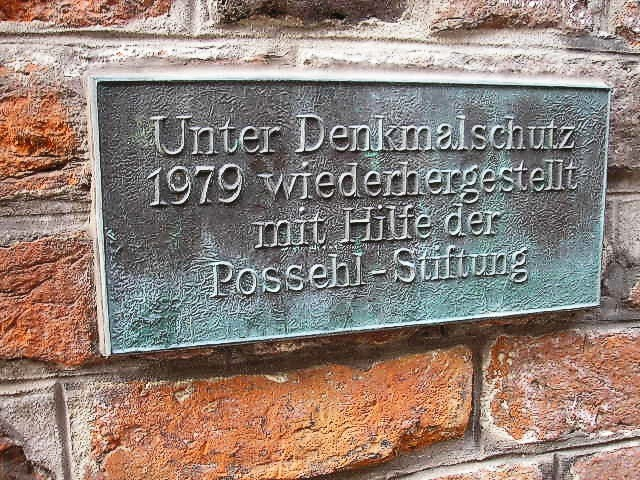
Plakette an einem mit Hilfe der Stiftung sanierten Altstadthaus

Mit großem Engagement sanieren viele Hausbesitzer und Hausbesitzerinnen ihre Häuser, deren Baugeschichte oft ins Mittelalter zurückreicht. Die Possehl-Stiftung fördert den denkmalpflegerischen Mehraufwand und hilft so, das historische Erbe für die Zukunft zu sichern. Bisher hat sie die Sanierung von über 700 Altstadthäusern unterstützt. Der Beschluss des Stiftungsvorstandes 2024 „7 Türme - 7 Jahre - 7 Millionen“ ermöglicht den Erhalt der Lübecker Altstadtkirchen.

#### Gemeinnützige Einrichtungen
In Lübeck gibt es über 300 als gemeinnützig anerkannte Vereine mit den vielfältigsten Aufgaben. Viele von ihnen werden von der Stiftung unterstützt. Darüber hinaus fördert die Stiftung gemeinnützige Einrichtungen und Initiativen bei der Umsetzung sozialer Projekte, insbesondere jene, die sich für Integration auf allen gesellschaftlichen Ebenen einsetzen.

#### Kunst und Wissenschaft
Die Stiftung unterstützt die Exzellenz von Forschung und Lehre an den Lübecker Hochschulen, der Universität Lübeck, der Technischen Hochschule Lübeck und der Musikhochschule Lübeck. Förderschwerpunkte sind insbesondere Forschungsprojekte, Stiftungsprofessuren sowie die technische Ausstattung für wissenschaftliche Arbeit.
Die Possehl-Stiftung begleitet Ausstellungen und Forschungsvorhaben an den Lübecker Museen durch umfangreiche und verlässliche Förderung. Auch zahlreiche Initiativen und Vereine, die sich für ein lebendiges kulturelles Leben in Lübeck einsetzen, werden von der Stiftung unterstützt.

#### Jugend
Die Jugendförderung erfolgt meist in Kooperation mit der Kommune und im Dialog mit den Lübecker Stiftungen, damit Lübecker Kinder und Jugendliche unabhängig von ihrer Herkunft in den Kitas, Schulen und in ihrer Freizeit Bedingungen vorfinden, die Freude am Lernen machen und Chancen auf eine selbstbestimmte Zukunft eröffnen.
2018 hat die Stiftung die Etablierung des Büros des Netzwerks SAME (Solidarity Action Movement Europe) initiiert, das europaweit den als „Schüler helfen leben“ bekannten „Sozialen Tag“ organisiert und sich für Demokratie in Europa einsetzt.
Auch Initiativen wie Ferienfreizeiten oder die Schwimmkursoffensive des Deutschen Roten Kreuzes werden von der Stiftung unterstützt.

#### Menschen in sozialer Not
Die Linderung der Not der Bedürftigen war zu Lebzeiten Emil Possehls ein Stiftungszweck, der Kriegsversehrten und ihren Angehörigen zugutekam. Heute beteiligt sich die Possehl-Stiftung am Lübecker Bildungsfonds, in dem sich Kommune, Jobcenter und ein Verbund von Lübecker Stiftungen zusammengeschlossen haben, um Bildungsarmut und mangelnde gesellschaftliche Teilhabe zu bekämpfen. Heute stehen pro Jahr insgesamt vier Millionen Euro für gut 8.700 Lübecker Kinder zur Verfügung.
Darüber hinaus fördert die Stiftung die Arbeit der Schuldnerberatung sowie Lübecker Vereine, die Soforthilfen für notleidende Menschen in der Ukraine leisten können.
Anlässlich ihres 100-jährigen Bestehens wurde die Stiftung im Jahr 2019 für ihre „außerordentlichen Verdienste für das Gemeinwesen der Stadt“ mit der höchsten Auszeichnung der Hansestadt Lübeck, der Gedenkmünze Bene Merenti, ausgezeichnet.
Als Gesellschafterin ihrer Tochtergesellschaften betreibt die Stiftung neben dem europäischen Hansemuseum die gemeinnützige GmbH Kolk 17. Figurentheater & Museum.

## Auszeichnungen

### Gedenkmünze Bene Merenti
Am 18. Dezember 2019 wurde der Possehl-Stiftung die goldene Ehrengedenkmünze Bene Merenti verliehen, die höchste Auszeichnung der Hansestadt Lübeck. Die Stadt dankt mit ihr Dem Wohlverdienten für herausragende Dienste. Seit 1835 wurde sie 57 mal verliehen. Die Possehl-Stiftung ist die zweite Institution, die diese Auszeichnung erhält.
Die Bene Merenti wurde von Adolph von Menzel entworfen. Auf der Vorderseite ist die allegorische Stadtgöttin Lubeca dargestellt, die einen Anker und einen Schiffsbug hält. Die Rückseite zeigt das große Staatswappen der Stadt Lübeck sowie die Inschrift SENATVS REIPVBLICAE LVBICENSIS.

### Possehl-Musikpreis
Gemeinsam mit der Musikhochschule Lübeck vergibt die Stiftung seit 1963 jährlich den Possehl-Musikpreis. Er wird an besonders herausragende Musikerinnen und Musiker vergeben, die in Lübeck an der Musikhochschule studieren. 2019 vergab die Stiftung erstmals zusätzlich die Auszeichnung „OPEN SPACE-Possehl-Preis für aktuelle musikalische Aufführungskonzepte“.

### Possehl-Preise für Kunst
Seit 2018 stellen zwei Possehl-Preise für Kunst zeitgenössische Künstlerinnen und Künstler in den Fokus. 2018 wurde erstmalig der Possehl-Preis für Lübecker Kunst vergeben und seit 2019 vergibt die Stiftung – im Rhythmus von drei Jahren – den Possehl-Preis für Internationale Kunst. In den Jahren, in denen es keinen Possehl-Preis für Internationale Kunst gibt, wird  der Possehl-Preis für Lübecker Kunst vergeben.

#### Possehl Preis für Internationale Kunst
- 2019: Doris Salcedo
- 2022: Matt Mullican

#### Possehl-Preis für Lübecker Kunst
- 2018: Janine Gerber
- 2020: Sebastian Schröder
- 2021: Heinke Both
- 2023: Sabine Engelhaaf
- 2024: Johanna Broziat

### Possehl-Stipendium für Architektur
Die Possehl-Stiftung vergibt seit 2019 alle zwei Jahre das Possehl-Stipendien für Architektur an Studenten und Bachelor-Absolventen der Studiengänge Architektur und Städtebau-Ortsplanung der Technischen Hochschule Lübeck, die wegen ihrer Begabung, ihrer Leistungen, der architektonischen Qualität ihrer Arbeiten oder ihres Engagements im Studium eine besondere Anerkennung und Förderung verdienen. Die Stipendien werden in Form von Reisestipendien und Reisekostenzuschüssen vergeben und sollen den Studierenden Reisen oder Aufenthalte außerhalb Lübecks ermöglichen. In der Jury sitzen, neben Professoren der Technischen Hochschule und einem Vertreter der Possehl-Stiftung, Vertreter des Architekturforums Lübeck sowie des Bundes Deutscher Architekten.

### Possehl-Ingenieurpreis
Seit 1983 zeichnet die Stiftung Absolventen der Technischen Hochschule Lübeck für hervorragende Abschlussarbeiten mit dem Possehl-Ingenieurpreis aus. Bis heute wurden über 100 Preise und Prämien im Rahmen des Possehl-Ingenieurpreises vergeben.

## Gremien der Possehl-Stiftung

### Vorsitz, Arbeitsausschuss und Stiftungsvorstand
Dem geschäftsführenden Stiftungsvorstand gehören 16 Personen an.
Der siebenköpfige Arbeitsausschuss führt die „laufenden Geschäfte“ der Stiftung, berät die vorliegenden Anträge vor und unterbreitet dem Stiftungsvorstand Entscheidungsvorschläge. Der Stiftungsvorstand tagt monatlich und entscheidet über alle Anträge, deren Volumen über € 10.000,00 liegt. Nach außen wird die Possehl-Stiftung von ihrem Vorsitzenden und seinem Stellvertreter repräsentiert.

#### Vorsitz der Possehl-Stiftung
Vorsitzender: Wolfgang Sandberger
Stellvertretender Vorsitz: Birgit Reichel

## Vorsitzende
- 1919–1928: Julius Vermehren
- 1928–1930: Johann Paul Leberecht Strack
- 1930–1933: Heinrich Görtz (abgesetzt)
- 1933–1934: Friedrich Völtzer (abgelöst)
- 1934: Curt Helm (abgelöst)
- 1934–1942: Hans Böhmcker
- 1942–1946: Max Beyersdorf (zurückgetreten)
- 1946–1954: Emil Helms
- 1955: Karl Bründel
- 1956–1961: Otto Begemann
- 1962–1973: Joachim Köhn
- 1974–1985: Julius Edelhoff
- 1985–1993: Werner Kock
- 1994–1999: Robert Knüppel
- 1999–2008: Helmuth Pfeifer
- 2009–2015: Renate Menken
- 2016–2024: Max Schön
- seit 2025: Wolfgang Sandberger